# Plectrocnemia renetta
Plectrocnemia renetta là một loài Trichoptera trong họ Polycentropodidae. Chúng phân bố ở miền Cổ bắc.